# Mu Hydrae
Désignations
Mu Hydrae (en abrégé μ Hya) est une étoile géante de la constellation de l'Hydre. Sa magnitude apparente est de 3,81 et elle peut être utilisée pour repérer la nébuleuse planétaire NGC 3242 qui est située à 1,85 degré au sud-ouest d'elle. D'après la mesure de sa parallaxe annuelle par le satellite Hipparcos, l'étoile est située à environ ∼ 234 a.l. (∼ 71,7 pc) de la Terre. Elle s'éloigne du Système solaire à une vitesse radiale de +41 km/s.
Mu Hydrae est une étoile géante rouge évoluée de type spectral K4III. elle est 332 fois plus lumineuse que le Soleil.